# Schwarzhandtamarin
Der Schwarzhandtamarin (Saguinus niger) ist eine Primatenart aus der Gattungsgruppe der Tamarine, die zur Familie der Krallenaffen (Callitrichidae) gezählt wird. Er ist eng mit dem Rothandtamarin verwandt und wird manchmal als dessen Unterart betrachtet.

## Merkmale
Schwarzhandtamarine erreichen eine Kopfrumpflänge von 23 bis 25 Zentimetern, wozu noch ein rund 32 bis 44 Zentimeter langer Schwanz kommt. Ihr Gewicht beträgt rund 450 Gramm. Ihr Fell ist dunkel, meist schwarz gefärbt. Im Gegensatz zum Rothandtamarin sind auch die Pfoten dunkelbraun oder schwarz. Wie bei allen Krallenaffen befinden sich an den Fingern und Zehen (mit Ausnahme der Großzehe) Krallen statt Nägeln. Das dunkle Gesicht ist unbehaart, die großen Ohren ragen aus dem Fell heraus.

## Verbreitung und Lebensraum
Schwarzhandtamarine sind im Nordosten Brasiliens südlich des Amazonas zwischen den großen Flüssen Rio Xingu und Rio Tocantins beheimatet. Lebensraum dieser Art sind Wälder, häufig mit dichtem Unterholz bestandene Sekundärwälder.

## Lebensweise
Wie alle Tamarine sind sie tagaktive Baumbewohner, die sich auf allen vieren oder springend fortbewegen. Sie halten sich meist in den unteren Baumschichten auf und klettern selten über 10 Meter hoch. Sie leben in Gruppen von zwei bis acht Tieren, die um ein fortpflanzungsfähiges Paar organisiert sind. Das Revier mit rund 35 Hektar wird gegenüber Artgenossen verteidigt. Die Nahrung dieser Tiere besteht vorwiegend aus Früchten, daneben nehmen sie auch Insekten und Baumsäfte zu sich. Wie bei allen Tamarinen dürften Zwillingsgeburten überwiegend und sich hauptsächlich die Väter um den Nachwuchs kümmern.

## Gefährdung
Das Verbreitungsgebiet der Schwarzhandtamarine zählt zu den wirtschaftlich am stärksten wachsenden Regionen Brasiliens, in dementsprechend großem Ausmaß werden dort zahlreiche Waldgebiete gerodet und so der Lebensraum dieser Tiere zerstört. Die IUCN schätzt, dass die Gesamtpopulation in den letzten 18 Jahren um mehr als 30 % zurückgegangen ist und listet die Art als „gefährdet“ (vulnerable).